# Ordinary World
Az Ordinary World az első kislemez a Duran Duran 1993-as önmagukról elnevezett albumáról, amely The Wedding Album néven is ismert. A dal elérte az első helyet a Billboard Mainstream Top 40-en, a kanadai RPM Top Kislemezlistán és az olasz kislemezlistán. Harmadik lett a Billboard Hot 100-on, második Izlandon és Svédországban, illetve hatodik a Brit kislemezlistán.
A dal 1994 májusában Ivor Novello-díjat nyert. Simon Le Bon, az együttes énekese előadta a dalt Luciano Pavarottival a War Child jótékonysági koncerten.

## Háttér
Az 1990-es évek elejére a Duran Duran népszerűsége visszaesett, a Liberty című albumuk kereskedelmileg sikertelen lett és a két kislemez sem szerepelt a slágerlisták magasabb pozícióin. Amíg a Capitol ki nem szivárogtatta az Ordinary Worldöt egy Jacksonville-i rádióállomáson, nem tűnt úgy, hogy az együttes újra tudja építeni népszerűségét. Meglepetésükre a kislemez olyan sikeres lett, hogy a Capitol előrehozta a kiadást decemberre.
A dal billentyűit Nick Rhodes és John Jones vette fel. A dobokat Steve Ferrone játszotta a Maison Rouge-ban. A gitárszólót Warren Cuccurullo játszotta és hangszerelte. Simon Le Bon írta a dalszöveget, amely arról szól, hogy az ember „megpróbál átlépni a legjobb barátjának halálán. Ezt szavakba helyezni teljesen felszabadított. Nagyon jól működött nekem érzelmileg és mentálisan is. Mindenki, aki hallotta hozzá tudta kapcsolni valamihez az életében, de más indokokért.”
A dal videóklipjét Nick Egan rendezte és a San Marino-i (Kalifornia) Huntington Gardensben forgatták. A dal 2005-ben szerepelt a Torta film dalai között.
Simon Le Bon később előadta a dalt Luciano Pavarottival a WarChild jótékonysági koncerten. A fellépésen lehetett hallani új, olasz dalszöveget, amelyet Michele Centonze szerzett. A duett a Pavarotti & Friends: Together for the Children of Bosnia videóalbum részeként jelent meg. A DVD kiadáson szerepelt egy interjú Le Bonnal, aki azt mondta, hogy imádott olaszul énekelni a nyelv stílusa miatt.
Az Ordinary Worldhöz hasonlóan Le Bon még két másik dalt írt elhunyt barátjáról, David Milesról, a Do You Believe in Shame?-et (1988) és az Out of My Mindot (1997).

## Számlista
| 7: Parlophone / DD 16 Egyesült Királyság 1. Ordinary World (kislemez kiadás) – 4:41 2. My Antarctica – 5:06 CD: Parlophone / CD DDS 16 Egyesült Királyság 1. Ordinary World (album kiadás) – 5:49 2. Save a Prayer (kislemez kiadás) – 5:25 3. Skin Trade (rádió kiadás) – 4:25 4. My Antarctica – 5:00 - Két CD, a CD DDP 16-t is tartalmazza. CD: Parlophone / CD DDP 16 Egyesült Királyság 1. Ordinary World (kislemez kiadás) – (4:41) 2. The Reflex (The Dance Mix—edited) – (4:25) 3. Hungry Like The Wolf (130 B.P.M. kislemez kiadás) – (3:25) 4. Girls on Film – (3:30) - A CD képlemezként kiadva. - Két CD, a CD DDS 16-t is tartalmazza. - A Dance Mix-Edited ugyanaz a verzió, amely a 7"-es kiadáson is található MC: Parlophone / TCDD 16 Egyesült Királyság 1. Ordinary World (kislemez kiadás) – 4:41 2. My Antarctica – 5:06 CD: Capitol Records / C2 0777-7-15894-23 Egyesült Államok 1. Ordinary World – 5:39 2. My Antarctica – 5:06 3. Save a Prayer – 5:33 4. UMF – 5:31 | CD: Capitol Records / DPRO-79607 (Promo) Egyesült Államok 1. Ordinary World (kislemez kiadás) – 4:28 2. Ordinary World (AC-kiadás) – 4:31 3. Ordinary World (akusztikus kiadás) – 5:05 4. Ordinary World (LP-kiadás) – 5:39 - Kétlemezes amerikai promocionális kiadás. A második CD a Decade. MC: Capitol / 4KM 0777-7-44908-49 1. Ordinary World – 5:39 2. Ordinary World (akusztikus kiadás) – 5:05 3. Save a Prayer ('Till The Morning After) (koncertfelvétel) – 6:11 - Kanadában is kiadva: (Capitol / C4-44908) - A harmadik szám az Arena albumon szerepel. 12": Parlophone / 8-80457-6 Olaszország 1. Ordinary World (kislemez kiadás) – (4:41) 2. Save a Prayer – 5:33 3. The Reflex – (4:25) CD: a The Singles 1986–1995 részeként 1. Ordinary World (kislemez kiadás) – 4:43 2. My Antarctica – 5:00 3. Ordinary World – 5:49 4. Save a Prayer (kislemez kiadás) – 5:25 5. Skin Trade – 4:25 6. The Reflex (7"-kiadás) – 4:25 7. Hungry Like the Wolf – 3:25 8. Girls on Film – 3:3 |

## B-oldalak, remixek
A kislemez B-oldala a My Antarctica, amely az együttes előző albumán, a Libertyn jelent meg.
A kiadások alatt több más dalt is felhasználtak B-oldalként. Az Ordinary World sikerét az EMI kihasználta, hogy kevésbé ismert dalokhoz vonzzák be az együttes új, illetve visszatérő rajongóit.

### Mixek
- A Kislemez kiadás máshogy volt keverve és vágva; rádióállomásoknak küldték ezt a verziót, ezt használták népszerűsítésre és CD-n is ez volt elérhető az EGyesült Államokon kívül.
- Az Akusztikus kiadást gitárokkal és énekléssel készítették el, vonós és fúvós hangszerek hozzáadásával. Egy élő akusztikus verziót május 15-én vettek fel az együttes hollywoodi turnéján, amelyet világ szerte terjesztettek Hard Rock Cafékban. Az Egyesült Királyságon kívüli kiadásokon ez a verzió is gyakran megjelent. Az Egyesült Királyságban végül a Come Undone kislemezzel együtt adták ki.
- Az AC-kiadás az amerikai promo CD része volt, amely a Decade albummal együtt került kiadásra.
- A dal egy élő verzióját felvették a BBC Radio 1 műsorán és a White Lines (1995) kislemez B-oldalaként jelent meg.
- A dal hosszabb verzióját a Sony Studiosban vették fel New Yorkban, a Hard Rock Live-nak. Egy, 2000 júniusában kiadott CD-n szerepelt és 6:08 hosszú.
- A From Mediterranea with Love-on (2011) is szerepelt egy koncertfelvétel, 2010 decemberében.

## Közreműködő előadók
- Simon Le Bon – ének
- John Taylor – basszusgitárok
- Nick Rhodes – billentyűk
- Warren Cuccurullo – akusztikus és elektromos gitár
- John Jones – billentyűk
- Steve Ferrone – dobok

## Slágerlisták
| Slágerlista (1993)                   | Legmagasabb pozíció |
| ------------------------------------ | ------------------- |
| Ausztrália (ARIA)                    | 18                  |
| Ausztria (Ö3 Austria Top 40)         | 15                  |
| Belgium (Ultratop 50 Flanders)       | 20                  |
| Kanada Top Singles (RPM)             | 1                   |
| Kanada Adult Contemporary (RPM)      | 10                  |
| Dánia (IFPI)                         | 7                   |
| Európa (Eurochart Hot 100)           | 10                  |
| Franciaország (SNEP)                 | 6                   |
| Németország (Official German Charts) | 16                  |
| Izland (Íslenski Listinn Topp 40)    | 2                   |
| Írország (IRMA)                      | 3                   |
| Olaszország (Musica e dischi)        | 1                   |
| Hollandia (Dutch Top 40)             | 14                  |
| Hollandia (Single Top 100)           | 16                  |
| Új-Zéland (Recorded Music NZ)        | 3                   |
| Norvégia (VG-lista)                  | 5                   |
| Svédország (Sverigetopplistan)       | 2                   |
| Svájc (Schweizer Hitparade)          | 11                  |
| Brit kislemezlista (OCC)             | 6                   |
| US Billboard Hot 100                 | 3                   |
| US Adult Contemporary (Billboard)    | 14                  |
| US Alternative Airplay (Billboard)   | 2                   |
| US Mainstream Top 40 (Billboard)     | 1                   |

| Slágerlista (1993)                   | Pozíció |
| ------------------------------------ | ------- |
| Brit kislemezlista (OCC)             | 65      |
| Európa (Eurochart Hot 100)           | 26      |
| Hollandia (Dutch Top 40)             | 94      |
| Hollandia (Single Top 100)           | 84      |
| Izland (Íslenski Listinn Topp 40)    | 19      |
| Kanada Top Singles (RPM)             | 7       |
| Kanada Adult Contemporary (RPM)      | 72      |
| Németország (Official German Charts) | 69      |
| US Billboard Hot 100                 | 34      |

## Minősítések
| Régió                         | Minősítés | Példányszám |
| ----------------------------- | --------- | ----------- |
| Egyesült Államok (RIAA)       | Arany     | 500,000     |
| Egyesült Királyság (BPI)      | Ezüst     | 200,000     |
| Olaszország (FIMI) (2009 óta) | Arany     | 35,000      |

## További megjelenések
Albumokon
- Pavarotti & Friends for the Children of Bosnia (1995)
- Greatest (1998)
- The Singles 1986–1995 (2004)
- A Diamond in the Mind (2011)

Középlemezeken
- From Mediterranea with Love (2010)

## Feldolgozások
A dalt feldolgozta:
- Aurora, Naimee Coleman közreműködésével (2000)
- Paul Anka (2007)
- Red (2009)
- Joy Williams (2017)
- HYDE (2019)